# Papier korekcyjny
Papier korekcyjny – niewielkie arkusze papieru pokrytego z jednej strony powłoką korekcyjną, używane do usuwania błędów w tekście pisanym na maszynie do pisania.
Papier korekcyjny został wprowadzony do użytku w 1960 roku. Błędy powstałe w trakcie pisania na maszynie poprawiano przy użyciu papieru korekcyjnego w następujący sposób:
- arkusz papieru korekcyjnego wprowadzano stroną pokrytą powłoką korekcyjną do dołu pomiędzy taśmę barwiącą a papier z tekstem z błędami,
- błędne litery były pokrywane białą farbą z papieru korekcyjnego poprzez ponowne uderzenie czcionką,
- po usunięciu papieru korekcyjnego w zabielone miejsce można było ponownie nanieść właściwą literę,

Po wprowadzeniu do użytku maszyn zdolnych do samokorekcji papier korekcyjny zastąpiono taśmą korekcyjną.